# Duna–Tisza-csatorna
Koordináták: é. sz. 47° 15′ 01″, k. h. 19° 12′ 45″47.250169°N 19.212397°E

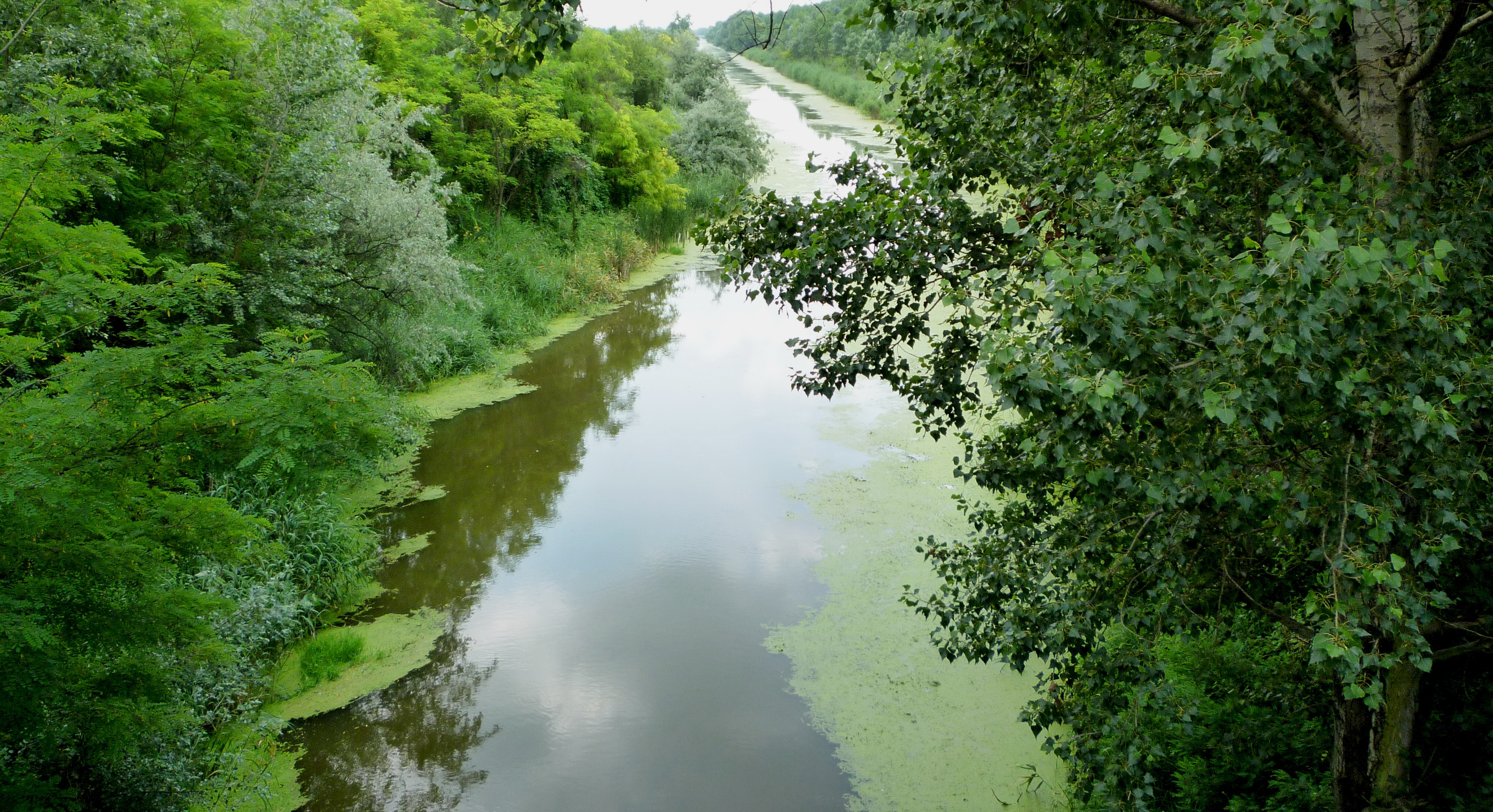
A Duna–Tisza-csatorna Dunaharaszti határában

A Duna–Tisza-csatorna több száz éve tervezett mesterséges csatorna, amely a Kiskunságon át vezetne, a Dunát kötné össze a Tiszával körülbelül a Dunaharaszti-Dabas-Cegléd-Szolnok vonal mentén. A műtárgyból csak egy kis rész, 22 kilométer készült el, 1947 óta új szakasszal nem bővült.
Kéne egy a Tiszát a Dunával öszve kaptsoló ujj hajókázható Tsatorna

## Története

### Az első tervek
A csatorna megépítésének gondolatát először 1715-ben vetette fel a bécsi udvarnál bizonyos Dillher báró, Szolnok parancsnoka. Az ő terve nyomán még Pesttől délkeleti irányba haladt volna a hajózható csatorna, Szolnoknál érve a Tiszába. A megépítés okai között ekkor főként gazdasági és hadi jellegűek húzódtak meg, mert így lehetett volna az Erdélyben bányászott sót, valamint a máramarosi épületfát olcsón elszállítani. A báró számításai szerint a csatorna ára egy év alatt megtérült volna, amit az érintett 16 kerület vármegye lakossága ásott volna ki 3 hónap alatt. Ugyanezen terv folyamán javasolta az udvarnak 1789-ben Schönstem Ferenc udvari tanácsos egy Pest-Szolnok hajózócsatorna építését.

### A 19. századi elképzelések
A csatorna gondolata továbbra sem hagyott nyugodni egyeseket, annál is inkább, mivel 1802-ben átadták a Ferenc-csatornát a Délvidéken, amely szintén a Dunát kötötte össze a Tiszával. A vállalkozás üzletileg is sikeresnek bizonyult, így báró Podmaniczky József 1803-ban terjesztette fel az udvarnak az északabbi nyomvonalra vonatkozó tervet, majd 1805-ben Vedres István, szegedi földmérő írt könyvet egy Szeged-Pest csatornáról. Beszédes József 1839-ben szintén foglalkozott a problémával, majd az 1840. évi Országgyűlés pedig még törvényt is alkotott a „Dunát a Tiszával összekötő csatornáról”.
Azonban a munka nem kezdődött el, így gróf Széchenyi István 1845-ben, Reitter Ferenc 1866-ban, Zichy Jenő gróf is felvetette 1868-ban a csatorna megépítésének gondolatát. A kiegyezés után, szintén 1868-ban gróf Mikó Imre közmunka- és közlekedésügyi miniszter terjesztette elő a Duna–Tisza-csatorna megépítését, de ez ekkor sem realizálódott. Türr István is foglalkozott vele 1881-ben, majd a Magyar Mérnök-és Építész Egyletig kétszer is javaslatot tett az építésre (1897, 1902), illetve a Magyar Királyi Kereskedelemügyi Minisztérium is szükségesnek látta a megépítést 1905-től, de még a Magyar Köztársaság Földművelésügyi Minisztériuma is állást foglalt a csatorna mellett 1919-ben.

### A 20. századi építkezések
Az első világháború után Magyarország tengerparttal nem rendelkező országgá vált és elvesztette a Délvidéken húzódó Ferenc-csatornát is, így egyre többen sürgették a két nagy folyót Magyarország területén összekötő csatorna megépítését. Külön lendületet adott ennek a Mahart új folyami tengerjáró hajóflottájának megépítése, valamint a csepeli szabadkikötő további bővülése.
Összesen 11 nyomvonalat vizsgáltak meg az 1930-as években, majd 1943-ban törvényjavaslat készült báró Bánffy Dániel földművelésügyi miniszter aláírásával, melyben a csatorna megépítését „a magyarság legeredetibb bölcsőjének, az Alföldnek gazdasági javulását látta”. A második világháború nehézségei miatt az építkezés nem kezdődhetett el, majd csak 1947-ben, amikor is maga Tildy Zoltán köztársasági elnök is jelen volt a csatorna megépítésének elkezdésénél. A munkálatok azonban három hónap után félbeszakadtak, feltehetően a nagy költségek miatt. A Ráckevei-Duna ágból indultak és 10 km-t haladtak délkeleti irányban, majdnem eljutva Dabasig. Az akkori tervek még a Csongrádnál való becsatlakozást tartották a legmegfelelőbbnek, bár akadályt jelentett a viszonylag jelentős szintkülönbség: Dunaharasztinál a Duna 98 méter tengerszint feletti magasságon folyik, míg a homokhátság tetejét Cegléd térségében érte volna el a csatorna kb. 132 méter magasságon. Innen a Tiszához majdnem 50 métert kell még ereszkednie, mivel az Szolnoknál 82 méter tengerszint feletti magasságon folyik. Többféle terv is készült még 1947-ben, magasvezetésű, illetve mélybevágású csatornára is. Az akkori vizsgálatok a mai modern környezeti hatásvizsgálatok elődjei.
A mélybevágású csatornánál az elképzelés az volt, hogy akár több tíz méter mélyre kell leásni, így a csatorna többé-kevésbé egy vízszinten terülne el, így lehetségessé válna a zsilipek nélküli üzemeltetés, valamint vízkivételre is alkalmas lenne.
A magas vezetésű változat zsilipekkel kívánta áthidalni a jelentős magasságkülönbséget, így olcsóbban és gyorsabban lehetett volna megépíteni az építményt, de ez főként csak a hajózás érdekeit szolgálta volna.
Végül egyik változat se valósult meg, a munkálatok leálltak 1947 őszén és azóta sem kezdődött újra az építkezés, bár ismét többfajta nyomvonalterv született.

### 21. századi elképzelések
Az 1992-ben átadott Rajna–Majna–Duna-csatorna bebizonyította, hogy van ráció a hajózócsatornák üzemeltetésében. Ezt látva Magyarországon is többen felvetették a vízlépcsők, valamint a Duna–Tisza-csatorna megépítésnek szükségességét. Az igazi lökést azonban az adta, hogy az 1970-es évektől a homokhátság fokozatos kiszáradása és az átalakuló éghajlat miatt jelentősen csökkent a Kiskunságban lévő talajvíz szintje. Ezt felismerve 2000 után ismét terítékre került a csatorna megépítésének szükségessége, környezeti és gazdasági szempontokat egyaránt figyelembe véve. A terveknél már számoltak EU-s pénzekkel is, a bekerülési költség egy 2008-as számítás szerint 150-200 milliárd forint lenne. Ennek folyományaként a 2010-es magyarországi országgyűlési választásokon is kampánytéma lett a csatorna megépítése, a tervekből azonban nem lett semmi.
A 2010-es években vízügyi részről merült fel, hogy az éghajlatváltozás miatt aszályosabbá váló nyarakon  kettős vízforgalmú belvízcsatornákkal és egy homokhátsági tápcsatornával a Duna felől lehetne vizet pótolni. Ez a koncepció ellentmond a mélybevágású hajózóút lehetőségének. Az 1242/2022. (IV. 28.) Korm. határozattal elfogadott Vízgyűjtő-gazdálkodási Terv szerint a Duna–Tisza-csatorna meglévő szakaszát jelenleg is kettős vízforgalommal üzemeltetik, csak a bevezethető tápvíz mennyisége kb. harmada az elvezethető belvíznek. Galambos László a KDVVIZIG munkatársa a Magyar Hidrológiai Társaság XXXVII. Országos Vándorgyűlésén olyan tervet ismertetett, amely szerint a vízpótló üzem vízszállítását 2,5 m3/s-mal növelnék. Ez a Duna–Tisza-csatorna teljeskörű rekonstrukcióját igényli, és jelentősen megváltoztatná az észak-dunavölgyi vízrendszer üzemeltethetőségét. Egy "A" és egy "B" koncepciót dolgoztak ki vízpótlásra. Az "A" szerint a Dunából (RSD-ből), a "B" szerint pedig a Zagyvából pótolnák a Homokhátság vizét. Az "A" szerint ezért meghosszabbítanák a Duna–Tisza-csatornát a homokhátsági főgerinc tervezett tápcsatornájáig (Mikebudáig), és ebben a Gyón–Pusztavacs szakasz nyomóvezeték lenne. Ez azt is jelenti, hogy Gyóntól csak vízpótló funkciót töltene be a tervezett csatorna.

## Technikai jellemzői
Eredetileg 32-33 méter szélességre tervezték, amely elegendőnek bizonyult volna az 1000-1200 tonnás uszályok közlekedtetéséhez. A zsilipes megoldásnál számoltak azzal, hogy a vizet szivattyúzni kell, illetve hogy a Ráckevei-Dunát rendszeresen kotorni a megnövekedett hajóforgalom miatt. A modern tervek is hasonlóan számolnak, valamint új kikötők építését, de egyes vélemények még több kiágazó apró csatornát is számításba vesznek. Egészen a hetvenes évek végéig még fürödni is lehetett benne, amikor is járványveszélyre hivatkozva azt a Köjál megtiltotta.